# Bill Daily

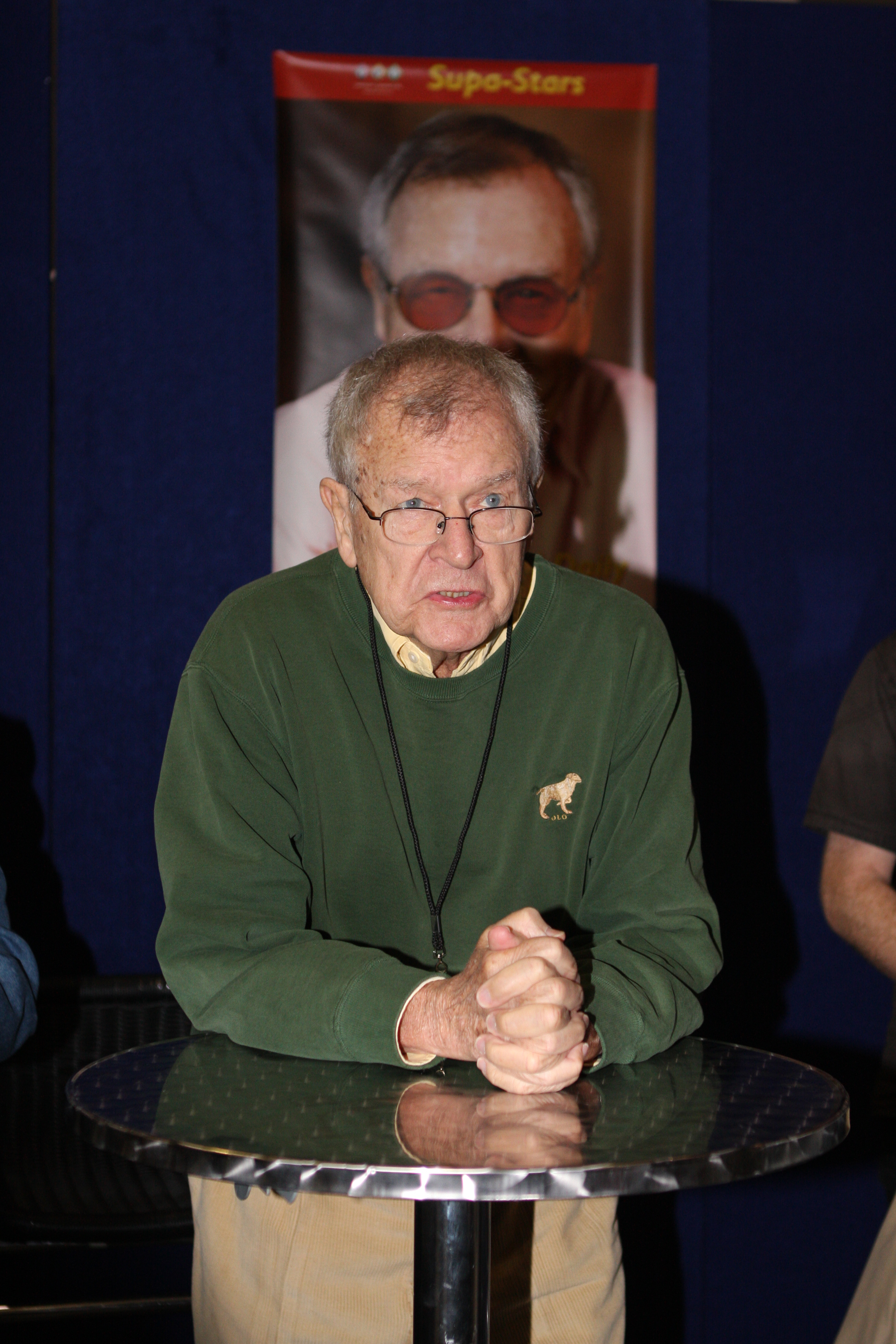
Bill Daily als Gast eines Bezaubernde-Jeannie-Fantreffens in Sydney 2011

Bill Daily (* 30. August 1927 in Des Moines, Iowa; † 4. September 2018 in Santa Fe, New Mexico) war ein US-amerikanischer Komiker und Schauspieler, der vor allem durch seine Rollen in Sitcoms bekannt wurde. Im deutschsprachigen Raum wird er vor allem mit seiner Rolle als Astronaut Major Healey in der Serie Bezaubernde Jeannie identifiziert, die er in 131 Folgen an der Seite von Larry Hagman und Barbara Eden spielte.

## Leben
Da Dailys Vater früh verstarb, wuchs er als Halbwaise auf. Im Alter von elf Jahren zog er mit seiner Mutter und weiteren Familienmitgliedern nach Chicago, wo er den Rest seiner Jugend verbrachte. Nach dem Schulabschluss verließ er sein Elternhaus und versuchte sich an einer Karriere als Musiker. Er spielte Bass in zahlreichen Jazzbands in Clubs des Mittleren Westens der USA, fand in dieser Zeit jedoch zu seiner wahren Bestimmung, der Comedy, und begann, in denselben Clubs, in denen er zuvor als Musiker spielte, als Stand-Up-Comedian aufzutreten. Schon bald trat er in den größeren Clubs in den USA auf.
Nach dem Besuch der Goodman Theater-Schule arbeitete er für den Fernsehsender NBC in Chicago als Ansager und Abteilungsleiter und wurde schließlich Personaldirektor. Die Manager von NBC mochten Dailys smartes Auftreten und ausgezeichnetes Timing, weshalb er in den 1960er Jahren für zahlreiche Gastauftritte in Sitcoms wie My Mother the Car und Verliebt in eine Hexe (Bewitched) ausgewählt wurde. Durch diese Auftritte fiel er dem Drehbuchautor Sidney Sheldon auf, der in ihm den idealen Darsteller für eine der Rollen in seiner neuen Sitcom Bezaubernde Jeannie (I Dream of Jeannie) erblickte. Rückblickend war dies einer der wichtigsten Momente in Dailys Karriere. In Bezaubernde Jeannie verkörperte Daily die Rolle des Air-Force-Testpiloten und Astronauten Roger Healey, des besten Freundes des Hauptcharakters Tony Nelson (gespielt von Larry Hagman). Für Daily war dies eine Traumrolle.
Im Jahr 1972 übernahm Daily eine insbesondere in den USA sehr bekannte Rolle als Flugkapitän Howard Borden in der Bob Newhart Show. Im späteren Verlauf seiner Karriere hatte er gelegentliche Gastauftritte, beispielsweise in der Serie Alf als Psychologe Larry. Auch im fortgeschrittenen Alter trat Daily noch gelegentlich in Gastrollen auf und führte in einem örtlichen Kindertheater Regie.
Daily war dreimal verheiratet und hatte zwei Adoptivkinder und ein leibliches Kind, eines seiner beiden Adoptivkinder aus seiner ersten Ehe ist Kamerabühnenchef J. Patrick Daily. Er starb im September 2018, wenige Tage nach seinem 91. Geburtstag.

## Filmografie (Auswahl)
- 1964: Verliebt in eine Hexe (I Married a Witch, Fernsehserie, Folge 1x15 A Vision of Sugar Plums)
- 1965–1970: Bezaubernde Jeannie (I Dream of Jeannie, Fernsehserie, 131 Folgen)
- 1971: Der barfüßige Generaldirektor (The Barefoot Executive)
- 1972–1978: The Bob Newhart Show (Fernsehserie, 140 Folgen)
- 1979: CHiPs (Fernsehserie, 2 Folgen)
- 1979: Love Boat (Fernsehserie, 2 Folgen)
- 1981: Aloha Paradise (Fernsehserie, 8 Folgen)
- 1982: Der Junge vom anderen Stern (The Powers of Matthew Star, Fernsehserie, Folge 1x03 Stuntman)
- 1985: Die Rückkehr der bezaubernden Jeannie (I Dream of Jeannie … Fifteen Years Later, Fernsehfilm)
- 1987–1989: Alf (Fernsehserie, 4 Folgen)
- 1988–1989: Starting from Scratch (Fernsehserie, 22 Folgen)
- 1991: Alligator II – Die Mutation (Alligator II: The Mutation)
- 1991: Jeannie sucht ihren Meister (I Still Dream of Jeannie, Fernsehfilm)
- 1997: Caroline in the City (Fernsehserie, 2 Folgen)
- 2011: Horrorween